# Францевич, Михаил Николаевич
Михаи́л Никола́евич Франце́вич (1897, ? — не ранее 1936, ?) — советский экономист, заведующий кафедрой экономики Пермского пединститута (1931–1933), директор Пермского университета (1933).

## Биография
Родился в 1897 году в семье помещика.
До 1918 г. учился в смоленской гимназии. С 1916 году участвовал в подпольном политическом кружке.
В 1918 году был призван в армию. В 1919 году вступил в РКП(б).
В 1921 году при мобилизации работников поехал добровольно на окраины республик. В Ташкенте был назначен начальником сельскохозяйственного кооператива. Учился в сельскохозяйственном институте, в 1923 г. перевелся в Тимирязевскую академию.
В 1924 году работал в Москве, но из-за болезни переехал в Блевинск, где проработал до 1929 г.
В 1930 году направлен на учебу в Институт красной профессуры, где учился один год, до 1 октября 1931 г.
После этого был командирован ЦК ВКП (б) в Уральскую область на педагогическую работу. Уральским обкомом ВКП(б) он был направлен преподавателем в Пермский индустриально-педагогический институт.
Октябрь 1931 году — зачислен на должность доцента кафедры экономики пединститута.
Декабрь 1931 году — переведён на заведование кафедрой экономики пединститута.
С 10 сентября 1933 году до 9 января 1934 года — временно исполнял обязанности директора Пермского университета. После этого заведовал учебной частью университета.
Дальнейшая судьба М. Н. Францевича неясна: возможно, он был репрессирован.
В 1936 г. в связи с 20-летием Пермского университета ректор Г. К. Русаков пишет в газете «Звезда» и ученых записках Пермского университета:

В своё время, в 1932–1933 гг., в университете было вскрыто контрреволюционное троцкистское гнездо с троцкистом Францевичем М. Н. — преподавателем политэкономии; Корон — преподавательницей диамата и другими, изгнанными из университета.